# Kulitsch

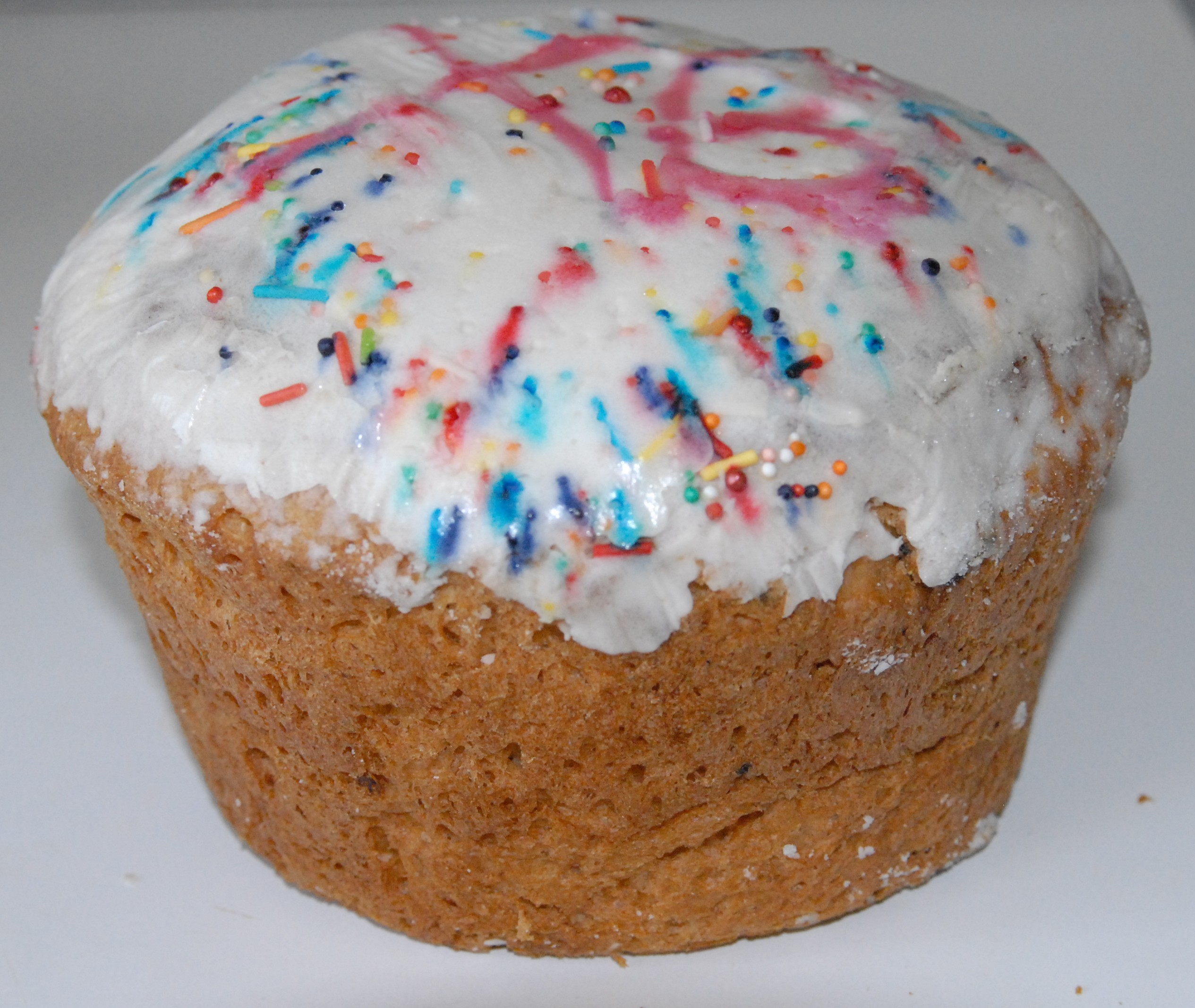
Ein Kulitsch mit Zuckerguss, verziert mit dem Schriftzug „ХВ“ (abgekürzt von Христос Воскресе, „Christus ist auferstanden“)

Kulitsch (russisch кули́ч) ist ein meist rundes Osterbrot aus Russland. In der Ukraine und Südrussland wird er als Paska (паска) bezeichnet.
Es handelt sich dabei um eine Art Kuchen, der aus süßem, mit größeren Mengen Eier und Butter angereichertem Hefeteig gebacken wird. Typischerweise werden dem Teig Rosinen sowie Gewürze wie Vanille, Kardamom und/oder Muskatnuss beigefügt, außerdem wird der Kulitsch auf der oberen Seite mit Puderzucker oder Glasur bestrichen.
Der Kulitsch gehört neben gefärbten Ostereiern sowie der Quarkspeise Pas'cha zu den traditionellen Gerichten, die in Russland zum orthodoxen Osterfest zubereitet werden. Sie werden in der Regel in der Osternacht zum Fastenbrechen verzehrt, nachdem die Fastenzeit (in der orthodoxen Kirche auch als „großes Fasten“ bezeichnet) beendet und das Fasten gebrochen wird. Zum Brauchtum gehört es, den Kulitsch zusammen mit den Ostereiern und dem Pas'cha  segnen zu lassen. Hierzu werden die Speisen am Karsamstag in eine Kirche gebracht, wo sie zunächst auf einen großen gemeinsamen Tisch gelegt werden. Es ist üblich, in die Mitte des Kulitschs eine Kerze zu stecken und sie anzuzünden. Anschließend segnet der Priester die Osterspeisen durch Gebet und Besprengung mit Weihwasser. Die Speisensegnung findet in den meisten Kirchen am Karsamstag statt, in manchen jedoch erst am Abend während der Feier der Osternacht.
Auf dem Land galt die Zubereitung des Kulitsch zu Ostern traditionell als ein besonders wichtiges Ritual, das der zubereitenden Hausfrau  viel Verantwortung abverlangte. Ein nicht gut gelungener Kulitsch (beispielsweise wenn der Teig nicht vollständig durchgebacken war oder die Kruste zu brüchig wurde) wurde als schlechtes Omen empfunden. Ein guter Kulitsch galt demgegenüber als Zeichen für ein gutes und erfolgreiches Jahr.